# Дашуківка (станція)
Дашукі́вка — тупикова залізнична станція Шевченківської дирекції Одеської залізниці на одноколійній неелектрифікованій на лінії Багачеве — Дашуківка (завдовжки 46 км) між станцією Лисянка (8 км) та кінцем лінії. Розташована в однойменному селі Дашуківка Звенигородського району Черкаської області. Станція обладнана пристроями електричної централізації (ЕЦ). На станції здійснюється лише вантажна робота.
Початково планувалось будівництво залізниці далі, до станції Жашків (через село Виноград), таким чином мало бути організоване сполучення до Погребища і далі до Козятина. Роботи проводились в першій половині ХХ століття, але через Другу світову війну, плани не були здійснені. На теперішній час залишилося лише місцями земляне полотно.